# Терминус (митология)
Терминус (на латински: Terminus, „Граница“ и „Граничен камък“) в римската митология е бог на пограничните камъни и стълбове на парцелите. Граничните камъни били при древните римляни свещени. Хората му жертвали сладкиши.
В чест на Терминус в Рим се чествал фестивал Terminalia на 23 февруари. На празника хората окрасявали граничните камъни с цветя. На Капитолий в Рим той имал статуя.